# Carlo Rognoni
Carlo Rognoni (Parma, 2 gennaio 1942) è un giornalista e politico italiano. Ha diretto le riviste Panorama ed Epoca e il quotidiano Il Secolo XIX. È stato senatore dal 1992 al 2001 e deputato dal 2001 al 2005. In seguito ha fatto parte del consiglio di amministrazione della Rai.

## Biografia
Formatosi negli Stati Uniti, debutta professionalmente nel 1961, diventando redattore del quotidiano 24 ore, divenuto nel 1965, con l'accorpamento a Il Sole, il giornale di Confindustria, Il Sole 24 Ore. Nel 1966 viene assunto da Selezione dal Reader's Digest, in cui rimane fino al 1969.
Nel 1971 ha sottoscritto la lettera aperta a L'Espresso contro il commissario Luigi Calabresi.
Passa poi a Panorama, di cui ricopre la carica di direttore dal 1979 al 1985. Fonda il mensile Panorama Mese. Nel 1985 lascia Panorama e diventa direttore del settimanale Epoca, anch'esso, come Panorama, del gruppo Mondadori. Nel 1987 diventa direttore editoriale delle testate del gruppo. Gli succede nel ruolo di direttore di Panorama Alberto Statera.
Dal 1987 al 1992 Rognoni è a Genova, per dirigere Il Secolo XIX.
Nelle elezioni politiche del 1992 viene eletto senatore tra le file del Partito Democratico della Sinistra, diventando segretario del suo gruppo Confermato alle elezioni del 1994 e del 1996, nel 2001 passa alla Camera.
Tra l'aprile 1994 e il maggio 2001 è stato vicepresidente vicario del Senato.
Dal 2005 al 2008 ha svolto le funzioni di consigliere d'amministrazione RAI.
Presidente del Forum Comunicazione del Partito Democratico dal 2009 durante la segreteria di Pier Luigi Bersani.
Successivamente fa parte della presidenza dell'associazione LibertàEguale.

## Incarichi parlamentari
Senato della Repubblica
- vicepresidente del Senato (21 aprile 1994 - 29 maggio 2001)
- membro della VIII commissione lavori pubblici, comunicazioni (30 maggio 1996 - 29 maggio 2001)
- membro della commissione parlamentare per l'indirizzo generale e la vigilanza dei servizi radiotelevisivi (15 luglio 1996 - 29 maggio 2001)

Camera dei Deputati
- membro della IX commissione trasporti, poste e telecomunicazioni (20 giugno 2001 - 30 luglio 2005)
- membro della XIII commissione agricoltura (30 luglio 2005 - 3 ottobre 2005)

## Opere
- Inferno TV. Berlusconi e la legge Gasparri. Tropea, 2003.
- Gli assetti del mondo dell'informazione, in:  Giovanni Matteoli (a cura di), Le riforme dei riformisti, introduzione di Enrico Morando e Michele Salvati, Roma, Edizioni Riformiste, 2005, SBN TO01395655.
- Rai, addio. Memorie di un ex consigliere. Tropea, 2009.
- Da mamma Rai alla Tv fai da te. Guida alla televisione di domani. RAI-ERI, 2009.